# Kabben
Kabben är en ö i Marshallöarna.   Den ligger i kommunen Wotho, i den västra delen av Marshallöarna, 700 km nordväst om huvudstaden Majuro. Arean är 1,2 kvadratkilometer.
Terrängen på Kabben är mycket platt. Öns högsta punkt är 17 meter över havet. Den sträcker sig 1,2 kilometer i nord-sydlig riktning, och 1,6 kilometer i öst-västlig riktning.